# Rocky Mount (Virginie)
Pour les articles homonymes, voir Rocky Mount.
La ville américaine de Rocky Mount est le siège du comté de Franklin, dans l’État de Virginie. Lors du recensement de 2000, sa population s’élevait à 4 066 habitants.

## Source
- (en) Cet article est partiellement ou en totalité issu de l’article de Wikipédia en anglais intitulé « Rocky Mount, Virginia » (voir la liste des auteurs).